# Etnograficzne Muzeum Misyjne w Polanicy-Zdroju
Etnograficzne Muzeum Misyjne w Polanicy-Zdroju – muzeum położone w Sokołówce koło Polanicy-Zdroju. Placówka mieści się w klasztorze ojców sercanów białych i jest prowadzone przez Zgromadzenie Misyjne Christus Rex. 
Placówka powstała w 1977 roku, natomiast sam Dom Misyjny został przejęty przez zgromadzenie w 1927 roku. Jego zbiór obejmuje eksponaty pochodzące m.in. z Peru, Zairu, Tahiti oraz Wyspy Wielkanocnej. Są to przede wszystkim stroje, ozdoby, instrumenty muzyczne, rzeźby oraz przedmioty codziennego użytku. Zwiedzaniu towarzyszy pokaz zdjęć z krajów, z których pochodzą eksponaty.
Muzeum jest obiektem całorocznym, czynnym codziennie. Za wstęp pobierane są wolne datki. 
Przed budynkiem Zgromadzenia od 1994 roku znajduje się pomnik bł. Damiana de Veuster, misjonarza, zmarłego na trąd, natomiast na budynku znajduje się tablica, upamiętniająca pobyt w klasztorze w 1959 roku kardynała Stefana Wyszyńskiego.